# Fachhochschule Vorarlberg
Die Fachhochschule Vorarlberg (auch FHV – Vorarlberg University of Applied Sciences) in Dornbirn ist eine österreichische Hochschule im Bundesland Vorarlberg. In den Bereichen Wirtschaft, Technik, Gestaltung sowie Soziales & Gesundheit werden rund 1.600 Studierende in Bachelor- und Masterstudiengängen ausgebildet. Ein Doktorat in Kooperation mit einer Universität ist an einem der vier Forschungszentren oder in einer der drei Forschungsgruppen der FHV möglich.

## Geschichte

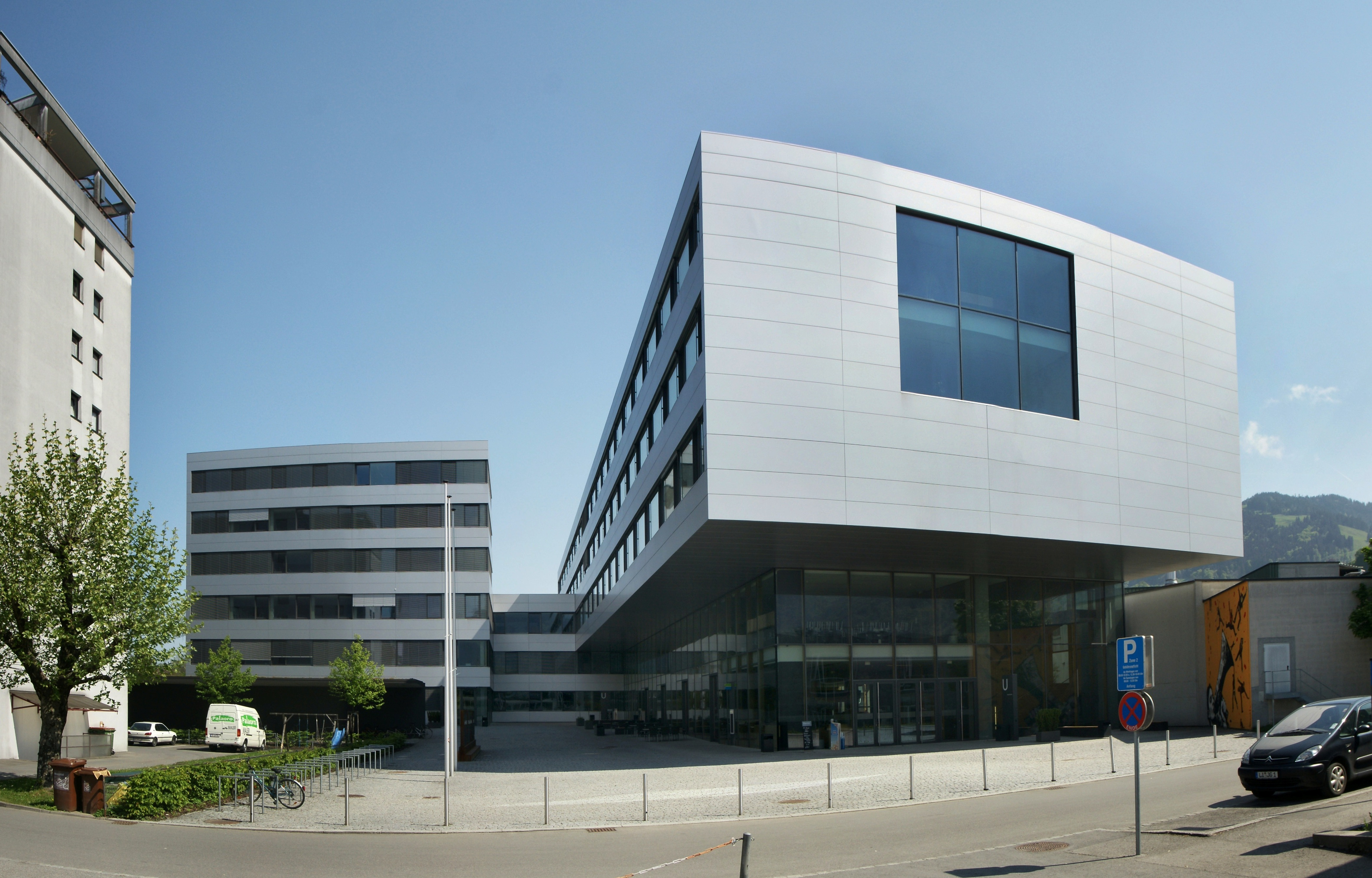
Haupteingang der Fachhochschule Vorarlberg

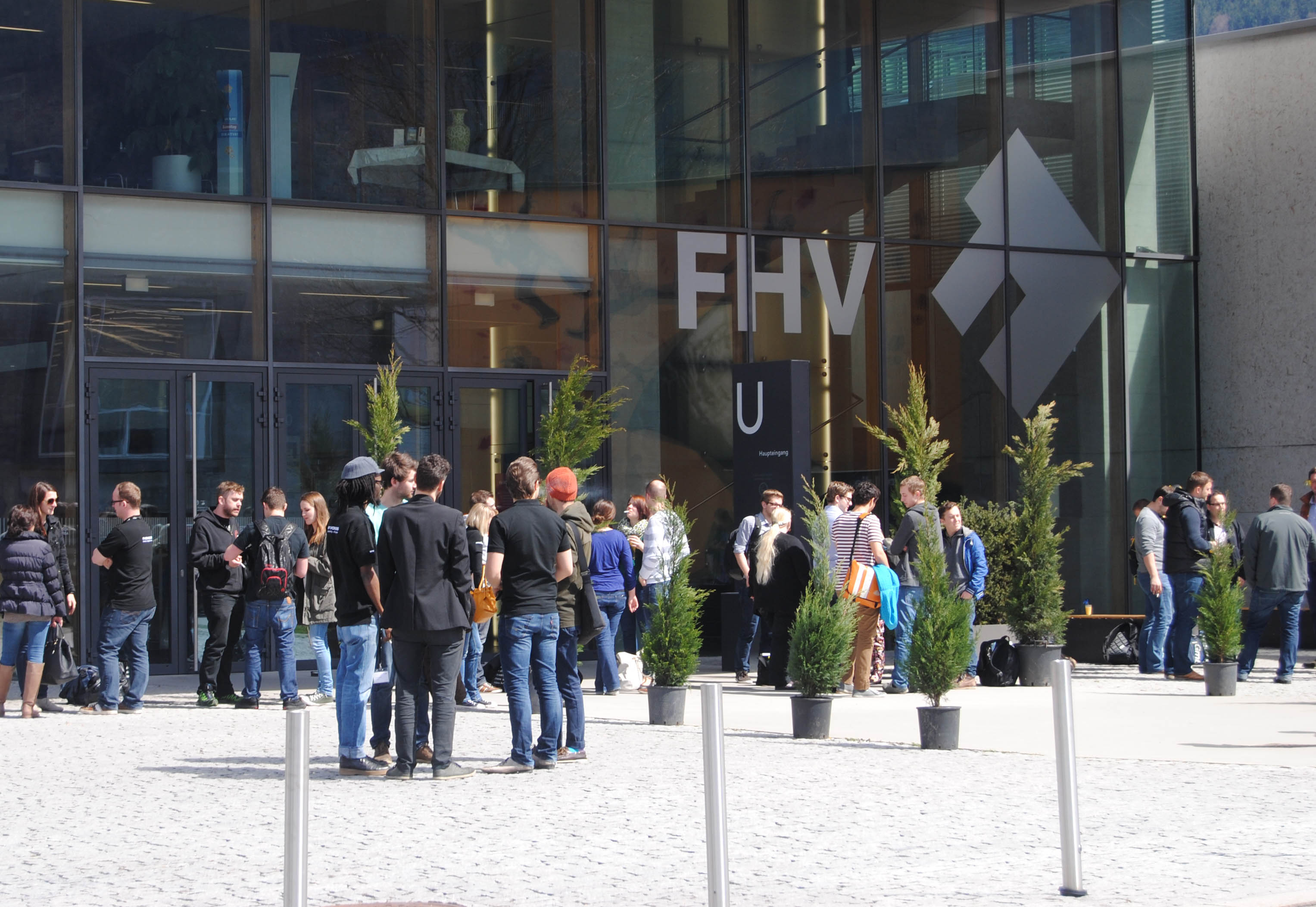
Studierende am FHV Campus

Im Jahr 1989 als Verein „Technikum Vorarlberg“ gegründet, erfolgte die Umbenennung in „Fachhochschul-Studiengänge Vorarlberg“ im Jahr 1994 auf Basis des damals gerade neu beschlossenen Fachhochschulstudien-Gesetzes. Seit dem Beginn wuchs die FHV von gerade einmal 56 Studierende auf rund 1.600 Studierende. Die FHV hat im Jahr 2020 mit sieben Hochschulen in Irland, Portugal, den Niederlanden, Ungarn und Finnland das Regional University Network („RUN-EU“) gegründet. Von der Europäischen Kommission wurde dieses Netzwerk zur „European University“ ernannt.

## Studium
Die FHV bietet 25 Studienprogramme mit Bachelor- und Masterabschlüssen in folgenden vier Fachbereichen an:
- Technik
- Wirtschaft
- Gestaltung
- Soziales & Gesundheit

## Forschung
Die Forschungsabteilung der FHV ist in folgende Forschungszentren und -gruppen eingeteilt:
- Forschungszentrum Mikrotechnik
- Forschungszentrum Human-Centred Technologies
- Forschungszentrum Business Informatics
- Forschungszentrum Energie
- Forschungsgruppe Empirische Sozialwissenschaften
- Forschungsgruppe Digital Business Transformation
- Forschungsgruppe Smart Engineering Technologies

## Auszeichnungen (Auswahl)
- 2024 bis 2016 (alle zwei Jahre): Zertifikat als „Ausgezeichneter familienfreundlicher Betrieb“[6]
- 2024: mehrere Hochschulangehörige haben die Auszeichnung „50 Köpfe von Morgen“ erhalten[7]
- 2024: die Studierenden Jason Witzemann und Adrian Essig haben Förderpreise für ausgezeichnete Leistungen im Studium erhalten[8]
- 2022: Preis für Forschung und Innovation der Christian Doppler Forschungsgesellschaft an Sandra Stroj
- 2016: Wissenschaftspreis des Landes Vorarlberg an Dana Seyringer, Forschungszentrum Mikrotechnik
- Mehrfache Auszeichnungen mit dem ECTS-Label und dem Diploma-Supplement-Label[9]
- Mehrfache Auszeichnung mit dem E-Quality-Label[10]
- 2008: Lifelong Learning Award[11]
- 2000: Österreichischer Bauherrenpreis 2000[12]